# Едвін Стівен Гудріч
Едвін Стівен Гудріч (англ. Edwin Stephen Goodrich; 21 червня 1868 — 6 січня 1946) — англійський зоолог, що спеціалізувався на порівняльній анатомії, ембріології, палеонтології та еволюції. Він очолював кафедру зоології Лінакра в Оксфордському університеті з 1921 по 1946 роки. Він працював редактором Quarterly Journal of Microscopical Science з 1920 року до своєї смерті.

## Біографія
Батько Гудріча помер, коли йому було всього два тижні, і мати забрала своїх дітей жити в місто По (Франція), де він відвідував місцеву англійську школу та французький ліцей. У 1888 році він вступив до школи мистецтв Слейд при Університетському коледжі Лондона; там він познайомився з Едвіном Реєм Ланкестером, який зацікавив його зоологією. 
Приїхавши до Оксфорда з Лондона, Гудріч вступив на навчання до коледжу Мертон у 1891 році, паралельно виконуючи обов’язки асистента Ланкестера, а також читав для випускної школи лекції із зоології. Він був нагороджений Меморіальною премією Роллстона в 1894 році і закінчив навчання з відзнакою першого класу наступного року.  
У 1913 році Гудріч одружився з Гелен Піксель, видатною протозоологинею, яка дуже допомогла йому в роботі. Його мистецька підготовка завжди була йому в пригоді. Він малював красиві і чіткі діаграми під час лекцій (студенти фотографували дошку, перш ніж її стирали), а також у своїх книгах і статтях. Він також виставляв свої акварельні пейзажі в Лондоні. У 1905 році Гудріч був обраний членом Королівського товариства, а в 1936 році отримав королівську медаль. Він став почесним членом Нью-Йоркської академії наук і багатьох інших академій, а також отримав багато почесних докторських ступенів. 

## Кар'єра

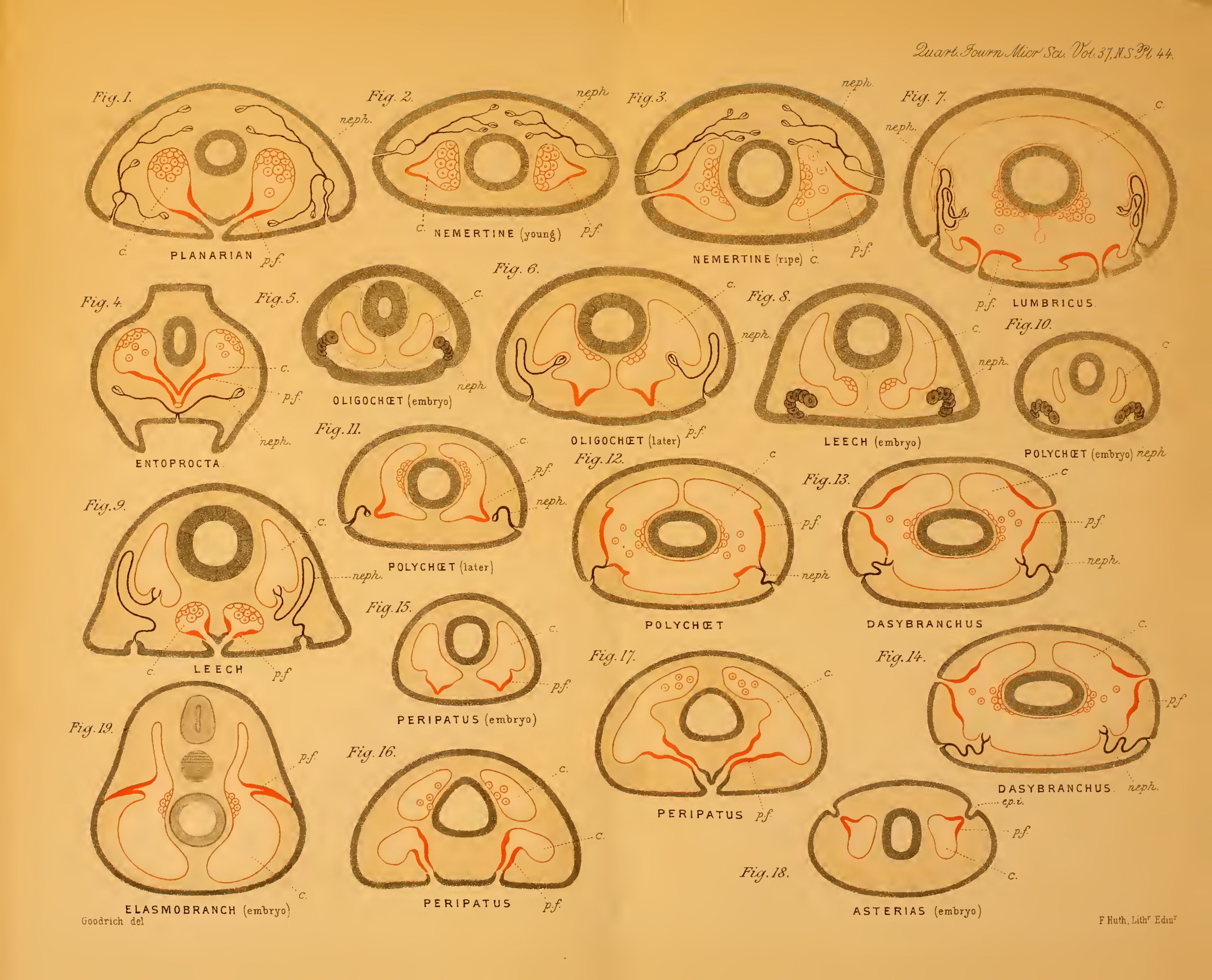
Ілюстрації целома, статевих проток і нефридій різних видів

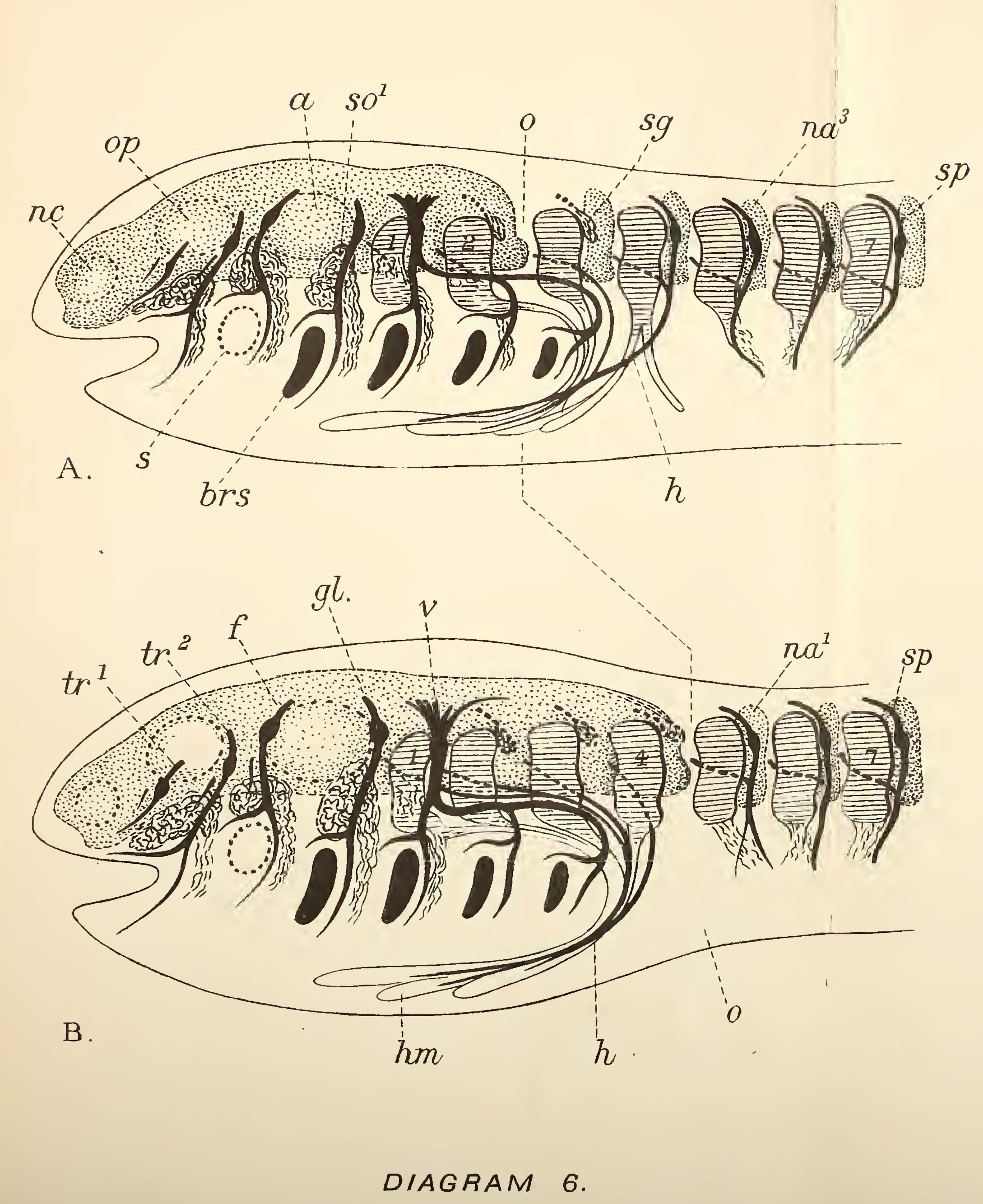
Ділянка голови амфібії A та амніоти (ссавця) B із сегментацією

Коли Ланкестер став професором порівняльної анатомії Лінакра в коледжі Мертон, у 1892 році він зробив Гудріча своїм асистентом; це поклало початок дослідженням, які протягом півстоліття зробили Гудріча найбільшим порівняльним анатомом свого часу. У 1921 році Гудріч був призначений на посаду свого наставника, яку він обіймав до 1945 року.
З самого початку своїх досліджень, багато з яких були присвячені морським організмам, Гудріч безпосередньо познайомився з морською фауною Плімута, Роскоффа, Баніюля, Неаполя, Гельголанда, Бермудських островів, Мадейри та Канарських островів. Він також багато подорожував Європою, Сполученими Штатами, Північною Африкою, Індією, Цейлоном, Малайзією та Явою. Він з'ясував значення трубок, що з'єднують центри тіл тварин із зовнішньою стороною. Розрізняють нефридії, що розвиваються від зовнішнього шару всередину і виконують функцію виділення. Зовсім відмінними від них є целомодуки, що розвиваються від середнього шару назовні і служать для вивільнення статевих клітин. Ці дві групи трубок можуть виглядати схожими, коли кожна відкривається в порожнину тіла через воронку, оточену віями, які створюють потік рідини. У деяких групах нефридії можуть зникнути (як у хребетних, де нефридії, можливо, були перетворені на вилочкову залозу), і тоді целомодуки беруть на себе додаткову функцію виділення. Для цього у людини є сечостатева система. 
Гудріч встановив, що руховий нерв залишається пов’язаним із відповідним сегментарним м’язом, незважаючи на те, що він зміщувався або закривався в процесі розвитку. Він показав, що органи можуть бути гомологічними, не виникаючи з тих самих сегментів тіла. Наприклад, плавники і кінцівки хребетних; потилична дуга (задня частина черепа), яка у хребетних виникає від п'ятого до дев'ятого сегментів.
Він розрізняв структуру луски риб, живих і викопних, за якими їх класифікували та розпізнавали. Це важливо, оскільки різні геологічні шари можна ідентифікувати за лускою викопних риб. Увага Гудріча завжди була зосереджена на еволюції, в яку він зробив помітний внесок, твердо дотримуючись теорії природного відбору Дарвіна. 
У травні 1905 року він був обраний членом Королівського товариства. 
На його сімдесятий день народження, у 1938 році, його колеги та учні опублікували фестшрифт  за редакцією Гевіна де Біра: Еволюція: нариси про аспекти еволюційної біології .

## Вибрані праці
- Goodrich E.S. 1909. The Vertebrata Craniata (Cyclostomes and Fishes). Volume IX of Lankester E. Ray (ed) Treatise on Zoology, London.
- Goodrich, Edwin S. 1924. Living organisms: an account of their origin and evolution. Oxford University Press.
- Goodrich E.S. 1930. Studies on the structure and development of Vertebrates. Macmillan, London. xxx+837p, 754 figures. One of the great works of vertebrate comparative anatomy.
- Goodrich E.S. 1895. On the coelom, genital ducts, and nephridia. Q.J.M.S. 37, 477–510.
- Goodrich E.S. 1913. Metameric segmentation and homology, Q.J.M.S. 59, 227–248.
- Goodrich E.S. 1927. The problem of the sympathetic nervous system from the morphological point of view. Proceedings of the Anatomical Society of Great Britain and Ireland, Journal of Anatomy 61, p499.
- Goodrich E.S. 1934. The early development of the nephridia in Amphioxus, Introduction and part I: Hatschek's Nephridium. Q.J.M.S. 76, 499–510.
- Goodrich E.S. 1934. 'The early development of the nephridia in Amphioxus, part II: The paired nephridia. Q.J.M.S. 76, 655–674.
- Goodrich E.S. 1945. The study of nephridia and genital ducts since 1895. Q.J.M.S. 86, 113–392.